# Sebastian Szczepański
Sebastian Szczepański, né le 30 août 1995, est un nageur polonais, pratiquant la nage libre.
Aux championnats d'Europe de natation en petit bassin 2015, il remporte la médaille de bronze du 50 mètres et du 100 mètres nage libre.

## Palmarès

### Championnats d'Europe

#### En petit bassin
- Championnats d'Europe 2015 à Netanya (Israël) :
  -  Médaille de bronze du 50 mètres nage libre.
  -  Médaille de bronze du 100 mètres nage libre.